# 上山町 (山形県)
上山町（かみのやままち）は、かつて山形県南村山郡にあった町。
役場や議事堂は、現在の働く婦人の家や上山城駐車場の敷地に設置されていた。
江戸時代は出羽上山藩の領地内。

## 沿革
- 1889年（明治22年）4月1日 - 町村制施行に伴い南村山郡上山鶴脛町、上山十日町、上山二日町、上山新丁、上山裏町、上山北町、長清水村、河崎村が合併し、上山町が発足。
- 1891年（明治24年）4月1日 - 山形警察署上山分署が南村山郡警察署に改称
- 1892年（明治25年）9月 - 南村山郡役所の新庁舎が元城内大手前に落成
- 1894年（明治27年）12月 - 南村山郡警察署を新丁地区に新築移転
- 1895年（明治28年）正月 - 蔵王山が噴火、降灰あり
- 1896年（明治29年） - 共同浴場に番人を置き、男女混浴禁止となる
- 1897年（明治30年） - 月岡に時鐘楼が設置される
- 1899年（明治32年） - 私立明新館が設立され、中等教育を行う
- 1900年（明治33年）2月15日 - 上ノ山駅が落成
- 1901年（明治34年）4月15日 - 新丁大火により27戸焼失する
- 1905年（明治38年）5月17日 - 上山町役場新舎が落成（鶴脛町字元城内5番地）
- 1905年（明治38年） - 上山町立女子実業補修学校（後の上山高等学校）が開校
- 1907年（明治40年）5月3日 - 山形商業銀行上山支店が十日町高橋宰橘家自宅表に開設される
- 1908年（明治41年）9月1日 - 交換電話が初めて架設
- 1910年（明治43年）1月 - 町内に初めて電燈がつけられた
- 1912年（大正元年） - 郡立農学校（後の上山農業高等学校）が開校
- 1912年（大正元年）12月18日 - 高橋弥惣八が上山町初めての歯科医院「八幡堂歯科医院」を開業
- 1913年（大正2年）6月 - 長清水に多勢製糸工場が創業
- 1915年（大正4年） - 上山駅前に上山魚市場が開設
- 1919年（大正8年）3月 - 上山町営水道が完成
- 1920年（大正9年） - 新湯温泉が発掘される
- 1921年（大正10年）3月 - 新湯に温泉が湧出
- 1922年（大正11年） - 出羽ヶ嶽文治郎が関脇となる
- 1922年（大正11年）6月 - 上山駅前に上山蚕繭市場が高橋熊次郎ほか有志によって開設
- 1923年（大正12年） - 髙松温泉が発掘される
- 1923年（大正12年） - 新湯映画館「隆盛座」が建設される
- 1927年（昭和2年） - 矢来地区に映画館「常盤館」が建設される
- 1933年（昭和8年）3月 - 上山商工会が創立
- 1933年（昭和8年） - 上山スキー場が久保手地区に開設される
- 1935年（昭和10年） - 上山競馬がはじまる
- 1936年（昭和11年） - 葉山温泉が発掘される
- 1938年（昭和13年） - 上山と山形間に木炭バスが走る
- 1938年（昭和13年） - 日中戦争激化により戦時体制一色となり、様々な事業がストップされる
- 1947年（昭和22年） - 昭和天皇の行幸を迎える
- 1952年（昭和27年） - 北上ノ山駅、羽前中山駅が新設される
- 1953年（昭和28年） - 河崎温泉が発掘される
- 1954年（昭和29年）10月1日 - 南村山郡西郷村、本庄村、東村、宮生村、中川村と合併、市制施行して上山市となり消滅。

### 消滅時（1954年9月30日）の概要
- 町長：松本長兵衛[1]
- 町議会議長：村尾要助
- 議員定数：22名
- 面積：14.36k㎡
- 人口：16,222人
- 戸数：3,184戸

## 行政・議会

### 歴代町長
出典：
| 代 | 氏名       | 就任             | 退任             | 備考                                           |
| -- | ---------- | ---------------- | ---------------- | ---------------------------------------------- |
| 1  | 高橋宰橘   | 明治22年7月1日   | 明治26年6月      | 任期満了                                       |
| 2  | 武永昇     | 明治26年7月      | 明治27年12月12日 | 辞職                                           |
| 3  | 小野重郷   | 明治28年1月      | 明治28年3月17日  | 在任中に病で逝去                               |
| 4  | 高橋繁久   | 明治28年4月      | 明治29年3月      | 前小野町長時代の助役・辞職                     |
| 6  | 横沢弥太郎 | 明治29年3月20日  | 明治36年4月      | 置賜出身・辞職                                 |
| 7  | 高内源之助 | 明治36年4月30日  | 明治44年4月11日  | 辞職                                           |
| 8  | 山内完爾   | 明治44年4月20日  | 大正7年1月31日   |                                                |
| 9  | 髙村庄助   | 大正7年2月2日    | 大正8年11月19日  | 元町会議員・辞任                               |
| 10 | 吾妻清順   | 大正8年12月14日  | 大正10年8月16日  | 前助役・辞職                                   |
| 11 | 湯原虎次郎 | 大正10年11月11日 | 大正12年4月29日  | 前助役                                         |
| 12 | 梅津清中   | 大正12年6月8日   | 大正15年7月22日  | 歯科医、辞任                                   |
| 13 | 長澤信次郎 | 大正15年7月      | 昭和7年1月       | 前南村山郡長                                   |
| 14 | 原田其太郎 | 昭和7年1月21日   | 昭和9年2月       | 辞任                                           |
| 15 | 梅津清中   | 昭和9年2月21日   | 昭和13年2月21日  |                                                |
| 代 | 平塚次郎   | 昭和13年2月      | 昭和13年2月末    | 町長職務管掌者・山形県地方課次長・後の天童市長 |
| 16 | 鈴木岩吉   | 昭和13年3月1日   | 昭和21年2月28日  |                                                |
| 17 | 尾上助蔵   | 昭和21年9月      | 昭和22年         |                                                |
| 18 | 松本長兵衛 | 昭和22年4月6日   | 昭和29年9月30日  | 終戦後初選挙                                   |

### 歴代選出山形県会議員
| 氏名       | 初当選          | 備考   |
| ---------- | --------------- | ------ |
| 梅津清中   | 明治13年8月     |        |
| 高橋熊次郎 | 大正8年9月25日  | 十日町 |
| 坂野右仲   | 大正13年7月20日 | 鶴脛町 |
| 吉田勘七   | 昭和2年9月25日  | 台     |
| 永田亀之助 | 昭和6年9月25日  | 鶴脛町 |
| 小林伝一郎 | 昭和22年4月30日 | 裏町   |
| 菅沼儀平   | 昭和22年4月30日 | 裏町   |
| 工藤三蔵   | 昭和26年4月30日 | 長清水 |

## 出身著名人
- 国井庫 - 衆議院議員、弁護士、山形新聞社社長
- 小野孝 - 衆議院議員
- 松本長兵衛 - 上山町長、上山市長
- 相馬健一 - 山形新聞社社長
- 羽島金三郎 - 札幌鉄道局勤務時に鉄道除雪車キマロキ編成を開発
- 鈴木啓蔵 - 上山市長
- 永田亀昭 - 上山市長
- 阿部實 - 上山市長
- 塩谷信男 - 医師、心霊研究者
- 吉江琢兒 - 数学者、東京帝国大学名誉教授
- 尾形輝太郎 - 化学者
- 酒井勝軍 - キリスト教伝道者

## 関連文献
- 上山町『上山町史』山形県上山町、1915年。NDLJP:944924。